# 6997 Laomedon
6997 Laomedon este o planetă minoră (asteroid), cu un diametru de 37,549 km, din Asteroid troian al lui Jupiter. A fost descoperită pe 16 octombrie 1977 la Observatorul Palomar de Cornelis Johannes van Houten și a fost numită după Laomedon⁠(d). 
Obiectul prezintă o orbită caracterizată de o semiaxă mare de 5,1762305 UAi, o excentricitate de 0,1, o înclinație de 19,11754 ° în raport cu ecliptica.